# لوئیس کسون
لوئیس کسون (انگلیسی: Lewis Casson; ۲۶ اکتبر ۱۸۷۵ – ۱۶ مهٔ ۱۹۶۹) هنرپیشه، کارگردان نمایش اهل انگلستان بود.